# Macandrevia craniella
Macandrevia craniella är en armfotingsart som beskrevs av Dall 1895. Macandrevia craniella ingår i släktet Macandrevia och familjen Zeilleriidae. Inga underarter finns listade i Catalogue of Life.